# دستور گشتاری
دستور زبان گَشتاری (transformational grammar) یا دستور زبان زایشی-گشتاری (generative-transformational grammar) گونه‌ای از دستور زبان است که شیوه توصیف آن از ساختار زبان‌ها با شیوه دستور زبان‌های سنتی تفاوت دارد. دستور زبان گشتاری می‌کوشد شیوه‌هایی را بیابد که با استفاده از آن‌ها آگاهی‌های فطری افراد از دستور زبان در مغز پردازش می‌شود و به منصه ظهور می‌رسد. منظور از لفظ گشتار (گردیدن، تبدیل شدن) هم شیوه تبدیل ذهنیات ما به زبان گفتاری و نوشتاری ما است.
دستور گشتاری می‌کوشد از طریق توصیف دستوری، معنای دقیق و واقعی چیزهایی را دریابد که در پشت جملات وجود دارند و اندیشه‌هایی را کشف کند که در پشت کلمات و جملات قرار دارند.
در دستور گشتاری، ذهنیاتی که در ذهن ما وجود دارند که هنوز به زبان جاری نشده‌اند ژرف‌ساخت نامیده شده و مجموعه جملاتی که به زبان جاری می‌کنیم روساخت نام دارند.
یک نمونه از گشتار:
- این خبر مرا خوشحال کرد.
- من از این خبر خوشحال شدم.

بنا به مفهوم دستور گشتاری، در اینجا یک ژرف‌ساخت مطرح است به صورت این‌که شخصی به دلیلی حالتی پیدا کرده‌است:
- من (شخص) + خوشحال (حالت) + خبر (دلیل)

و دو جمله یادشده تحقق‌های نحوی این مفهوم هستند و تنها شیوه تبدیل آن‌ها به بیان (گشتار ) آن‌ها است که تفاوت دارد.
دستوری گشتاری معتقد است که هرچند دو جمله یاد شده شکل دستوری متفاوت یا به عبارتی روساخت متفاوتی دارند اما مفهوم بنیادین و ژرف‌ساخت آن‌ها یکسان یا نزدیک است.
در تجزیه و تحلیل زبان با استفاده از دستور گشتاری این فرض مبنا قرار می‌گیرد که تعداد مشخصی ویژگی‌های جهان‌شمول و همگانی در زبان‌های دنیا وجود دارند و به منصه ظهور رسیدن آن‌ها است که تفاوت دارد.
در نیم‌کره چپ مغز محلی وجود دارد به نام منطقه بروکا که کارکرد آن تنها برای امور مربوط به دستور زبان است. به گفته دستورشناسان گشتاری، این به این معنی است که هر یک از بیان‌های زبانی ما شکل تبدیل‌شده‌ای از ساختارهای مادرزادی و همگانی و جهانی است که هر انسان در مغز خود دارد.
اصل دستور گشتاری بر خلق جملات فراوان از تعداد محدودی قانون و واژه قرار دارد.

## تعاریف
در تعریف دقیق‌تر زبان‌شناسی دستور گشتاری نوعی دستور صوری و نحوبنیان توصیف می‌شود که در آن برای اشتقاق جمله از قاعده‌های ساخت گروهی و قاعده‌های گشتاری استفاده می‌شود. 
در این نوع دستور، دو مفهوم ژرف‌ساخت و روساخت اهمیتی ویژه دارند. ژرف‌ساخت سطح بازنمود بنیادی و انتزاعی ساخت نحوی جمله است. روساخت آخرین سطح از بازنمود ساخت نحوی جمله است که درونداد بخش واجی در دستور زایشی-گشتاری است.
دستور گشتاری دستوری است براساس دو سطح ساختاری که از طریق فرایندهایی موسوم به گشتارها به یکدیگر مرتبط می‌شوند.
دستور گشتاری (مانند اکثر دستورهای دیگر) سه مؤلفه اصلی دارد. مؤلفه نحوی که به نحو می‌پردازد، مؤلفه واجی که به آواها می‌پردازد و مؤلفه معنایی که به معنا می‌پردازد. ولی تفاوت آن با دستورهای دیگر در این است که مؤلفه نحوی آن به دو بخش تقسیم می‌شود: پایه و قواعد گشتاری.
هر یک از قسمت‌های تشکیل‌ دهندهٔ دستور گشتاری، بخش نامیده می‌شود. این بخش‌ها عبارتند از:
- بخش پایه: ژرف‌ساخت جمله در آن شکل می‌گیرد.
- بخش معنایی: شامل قواعد معنایی جمله
- بخش گشتاری: شامل قاعده‌هایی که ژرف‌ساخت را به روساخت تبدیل می‌کنند.
- بخش نحوی: شامل بخش پایه و بخش گشتاری
- بخش واجی: شامل قواعد واجی که بر روساخت جملات عمل می‌کند.